# Gustaf Broomé (jurist)

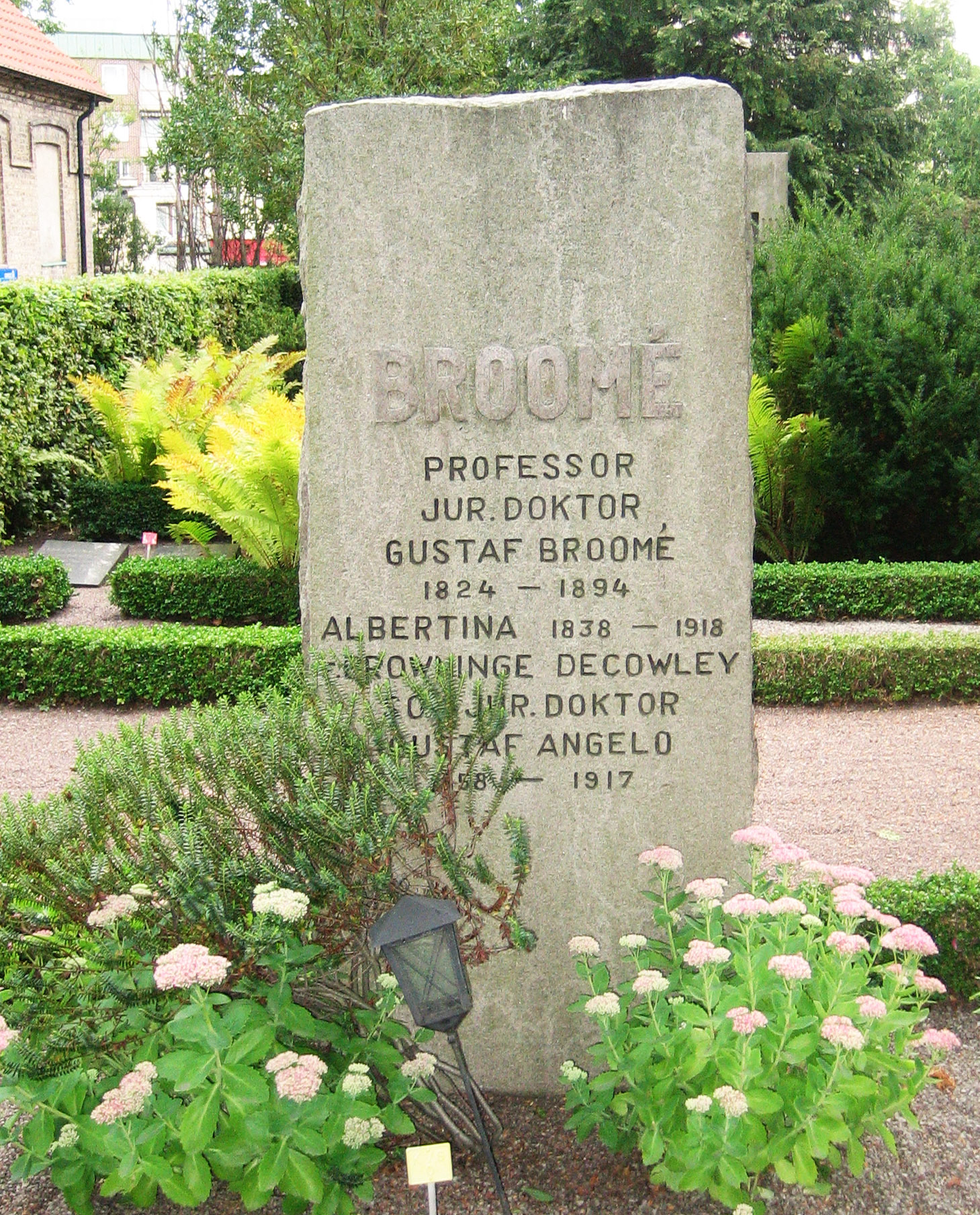
Gustaf Broomés gravvård på Klosterkyrkogården i Lund.

Gustaf Broomé, född 20 oktober 1824 i Västra Sallerups socken, Malmöhus län, död 26 april 1894 i Lunds domkyrkoförsamling, Malmöhus län
, var en svensk jurist.
Broomée var son till Gustaf Broomé, halvbror till Ludvig Broomé, far till Albert Broomé och svåger till Emilia Broomé.
Broomé blev 1851 docent i Lund, och blev professor i stats- och processrätt vid Lunds universitet 1862, och rektor där 1869–1870. Han är begravd på Klosterkyrkogården i Lund.